# Francis Cairns
Francis Cairns (* im 20. Jahrhundert) ist ein britischer Klassischer Philologe.

## Leben
Nach dem M. A. in Classics 1961 an der University of Glasgow wechselte Cairns an die Universität Oxford, an deren Balliol College er 1963 den B. A. in Literae humaniores erwarb. Im selben Jahr wurde er Assistant Lecturer in Humanity (Latin) an der University of Edinburgh, 1966 bis 1973 war er dort Lecturer. 1968 erwarb er unterdessen den M. A. an der Universität Oxford. Von 1974 bis 1988 war er Professor of Latin (established Chair) an der University of Liverpool. 1982 wurde er dort promoviert. Von 1989 bis 1999 war er Professor of Latin Language and Literature an der University of Leeds, von 1999 bis 2001 ebendort Research Professor of Latin Language and Literature. Seit 2000 ist er Professor of Classical Languages an der Florida State University.
Cairns forscht zur römischen Dichtung der republikanischen und augusteischen Zeit (Catull, Horaz, Vergil, römische Elegie, Tibull, Properz), zur hellenistischen Dichtung (Kallimachos, Apollonios von Rhodos, Theokrit, Epigramm), zum Latein des Mittelalters und der Renaissance und zur Epigraphik der griechischen Insel Euboia. Er beschäftigt sich auch mit dem Computer-aided Learning.
Cairns betreibt darüber hinaus seit 1976 den Verlag Francis Cairns Publications.

## Schriften (Auswahl)
- Generic Composition in Greek and Roman Poetry. Edinburgh University Press, Edinburgh 1972. Revised Edition, reprinted Ann Arbor, MI, Michigan Classical Press, 2007.
- Tibullus. A Hellenistic Poet at Rome. Cambridge University Press, Cambridge 1979. Reprinted in paperback, Cambridge University Press 2007.
- Virgil’s Augustan Epic. Cambridge University Press, Cambridge 1989. Reprinted in paperback, Cambridge University Press 2008.
- Sextus Propertius: The Augustan Elegist. Cambridge University Press, Cambridge 2006. Reprinted in paperback, Cambridge University Press 2009.
- Papers on Roman elegy (1969–2003). (= Eikasmos. Quaderni Bolognesi di Filologia Classica. Studi 16). Patròn, Bologna. 2007.
- Roman lyric. Collected papers on Catullus and Horace. (= Beiträge zur Altertumskunde 301). Berlin: De Gruyter, 2012.
- Hellenistic epigram: Contexts of exploration. Cambridge University Press, Cambridge 2016.

Herausgeberschaften
- Papers of the Liverpool Latin Seminar 1976ff.
- Papers of the Leeds International Latin Seminar (mit Malcolm Heath) 1990ff.
- Papers of the Langford Latin Seminar (mit Elaine Fantham) 2003ff.
- ARCA Classical and Medieval Texts, Papers and Monographs 1976ff.